# Деформація згину

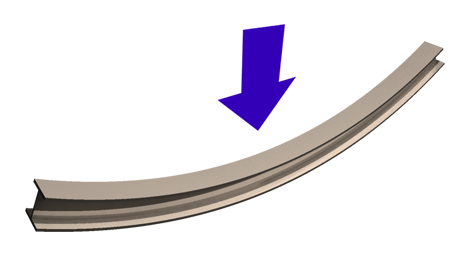
Згин двотавра

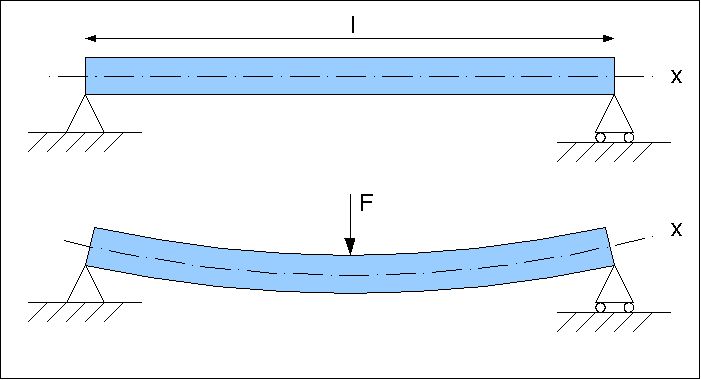
Схематичне зображення деформації згину навантаженої балки

Деформа́ція зги́ну або згин — тип деформації бруса (балки), що полягає у викривленні осі прямого бруса чи зміні кривини осі кривого бруса в результаті виникнення згинальних моментів у його перерізах від прикладених навантажень (поперечних сил і/або згинальних моментів у площині, що проходить через вісь бруса).
Локальна деформація різних частин тіла при згинанні різна. Наприклад, у випадку, зображеному на рисунку, верхня частина балки стискається, а нижня — розтягується.

## Основні поняття
Переміщення будь-якої точки осі балки, котра працює на згин, виражається вектором, початок якого суміщено з початковим положенням точки, а кінець — з положенням цієї самої точки у деформованій балці. У прямих балках переміщення точок які спрямовані перпендикулярно до початкового положення осі, називають прогинами і позначається {\displaystyle w(x)}. При згинанні відбувається також поворот перерізів стержня навколо осей, що лежать у площинах перерізів і позначається {\displaystyle \theta (x)}.
Умовна назва кривої лінії, що її форми набуває вісь балки (бруса) при згині у межах пружної деформації носить назву пружна лінія.

## Види згину
Стосовно до бруса розрізняють згин плоский, або простий, та складний. При плоскому (простому) згині зовнішні сили діють в одній з головних площин бруса (вони проходять через вісь бруса і головні осі інерції поперечного перерізу, див. Моменти інерції плоских перерізів), при складному згині — в різних площинах. Різновидом складного є косий згин, коли навантаження діють у площині, що не збігається з будь-якою з головних площин.
Залежно від сил, що діють у поперечному перерізі бруса, згин буває чистим (при наявності лише згинальних моментів), поперечним (діють поперечні сили), поздовжнім (випинання під впливом стискувальних сил, спрямованих вздовж осі) і поперечно-поздовжнім.

## Розрахунки при згині

Елемент балки, вирізаний двома суміжними поперечними перерізами, у здеформованому стані

### Класична теорія
Наближений розрахунок прямого бруса на дію згину у пружній стадії на основі класичної теорії (теорії Ейлера-Бернуллі) проводиться виходячи з наступних допущень:
- поперечні перерізи, що були плоскими і перпендикулярними до осі балки до деформації, залишаються плоскими і перпендикулярними до її зігнутої осі (пружної лінії) після деформування (гіпотеза плоских перерізів);
- поздовжні волокна бруса при згині не тиснуть одне на одного і не намагаються відірватись одне від одного;
- переміщення і деформації вважаються малими а балка — нерозтяжною;
- розміри перерізів балки вважаються малими у порівняння з радіусом кривини осі балки;
- матеріал балки розглядається як лінійно пружний, що описується законом Гука

При плоскому згині в будь-якій точці поперечного перерізу балки виникають нормальні (σ) і дотичні (τ) напруження. Нормальні напруження визначають за формулою Нав’є:
{\displaystyle \sigma =E\varepsilon =E{\frac {y}{\rho }}={\frac {M_{z}y}{I_{z}}},}
де: Mz — згинальний момент;
y — координата досліджуваної точки відносно нейтральної лінії;
Iz — момент інерції відносно нейтральної лінії.
Дотичні напруження визначають за формулою Д. І. Журавського:
{\displaystyle \tau ={\frac {Q_{y}S_{z}}{bI_{z}}},}
де Qy — поперечна сила у перерізі;
Sz — статичний момент відносно нейтральної осі частини площі поперечного перерізу, що розташована вище (або нижче) волокна, що розглядається;
b — ширина перерізу на рівні волокна, що розглядається.
Характер зміни згинальних моментів і поперечних сил по довжині бруса зазвичай зображується графіками (епюрами), за якими визначаються їх розрахункові значення.
Ступінь викривлення осі у межах пружності залежить від величини згинального моменту і жорсткості бруса. Кривина осі визначається виразом:
{\displaystyle {\frac {1}{\rho }}={\frac {M_{z}}{EI_{z}}},}
де ρ — радіус кривини осі зігнутого бруса у розглянутому перерізі; Е — модуль Юнга матеріалу бруса а Iz — момент інерції. Добуток EIz називають жорсткістю балки на згин;
Для випадку малих деформацій кривина наближено виражається другою похідною від прогину {\displaystyle w(x)}, а тому між координатами зігнутої осі та згинальним моментом існує диференціальна залежність:
{\displaystyle {\frac {d^{2}w(x)}{dx^{2}}}={\frac {M_{z}}{EI_{z}}},}
що називається диференціальним рівнянням осі зігнутого бруса. Його рішення називається рівнянням пружної лінії балки (бруса).
Відносна деформація при згині визначається як: ε{\displaystyle ={\frac {y}{\rho }}}, ε{\displaystyle _{max}={\frac {h/2}{\rho }}}, де h - висота балки.
У практичних дослідах на згин для визначення відносної деформації ε вимірюють прогини зразків. Взаємозв’язок між прогином f , що вимірюється між внутрішніми роликами, розташованими на відстані l0, за чотириточковим (круговим) згином та радіусом кривизни ρ наступний:
{\displaystyle \rho ={\frac {l_{0}^{2}}{8f}}}. Тоді  ε{\displaystyle _{4t}=f{\frac {4h}{l_{0}^{2}}}}. Для триточкового згину ця формула буде натупною: ε{\displaystyle _{3t}=f{\frac {6h}{l_{0}^{2}}}}.

### Теорія балок Тимошенка
Дана теорія базується на тих же гіпотезах, що й класична, однак гіпотеза плоских перерізів має модифікований вид: приймається, що перерізи, які були до деформації плоскими і нормальними до осі балки, залишаються плоскими, але перестають бути нормальними до зігнутої осі. Таким чином, дана теорія враховує деформацію зсуву й дотичні напруження. Врахування дотичних напружень є важливим для композитів та матеріалів, що мають шарувату структуру (деревина), оскільки руйнування може відбуватись по лінії розмежування шарів від зсуву.
Основні залежності:
{\displaystyle M_{z}=EI_{z}{\frac {\,d\theta (x)}{\,dx}}}
{\displaystyle Q_{y}={\frac {GF}{\alpha }}\left(\theta (x)-{\frac {\,dw(x)}{\,dx}}\right)}
де {\displaystyle G} — модуль зсуву матеріалу балки, {\displaystyle F} — площа перерізу, {\displaystyle \alpha } — коефіцієнт, що враховує нерівномірність розподілу дотичних напружень по перерізу і залежить від його форми. Величина
{\displaystyle \gamma =\theta (x)-{\frac {\,dw(x)}{\,dx}}}
є кутом зсуву.